# Endre IF
Der Endre IF ist ein schwedischer Sportverein auf der Insel Gotland, welcher 1906 gegründet wurde.

## Geschichte

### 1906 und 1996
Der Sportverein wurde 1906 in und um Endre gegründet. 1996 schlossen sich mehrere Frauen um den Jahrgang 1982 zusammen und gründeten die Unihockeyabteilung des Sportvereins. 1997 spielte die Damenmannschaft ihr erstes Spiel, welches mit 2:1 verloren ging.

### Eliteserien
2004 stieg die Mannschaft in die höchste schwedische Liga auf. In der damaligen Eliteserien standen 16 Mannschaften, wobei Endre der südlichen Gruppe zugeordnet wurde. 2006 schied man im Achtelfinale gegen Falun aus. Eine Saison später beendete man die Saison auf dem sechsten Rang und schaffte es bis ins Viertelfinale. Im Viertelfinale trat man erneut auf den IBF Falun, gegen den man in beiden Partien verlor. 2007/08 unterlag Endre im Viertelfinale gegen Rönnby Västerås IBK. In der folgenden Saison schied man erneut im Viertelfinale aus. Im Frühjahr 2010 stand man auf dem vierten Rang. Zum ersten Mal konnte man die Playoff-Viertelfinalserie gewinnen. Im Halbfinale schied Endre gegen IKSU aus.

### SSL
In den nächsten drei Jahren unterlag man drei Mal im Achtelfinale gegen KAIS Mora IF. 2013/14 hieß der Gegner Rönnby Västerås IBK, welcher in der Qualifikation vier Ränge schlechter platziert war als Endre. Die siebtplatzierte Mannschaft aus Västerås bezwang Endre in drei Spielen. 2015 stand man auf dem vierten Rang nach der regulären Saison. Wie bereits im Jahr zuvor unterlag Endre im Viertelfinale. Mit dem vierten Rang qualifizierte man sich erneut für das Viertelfinale. Endre IF revanchierte sich im Viertelfinale bei Rönnby Västerås IBK. Endre besiegte die Mannschaft aus dem Västmanlands und zog in das Halbfinale ein, in dem man dem späteren Meister Pixbo Wallenstam IBK unterlag. In über zehn Jahren gelang es Endre stets, die Playoffs zu erreichen, so auch 2016/17. Gegen Täby FC IBK schied Endre in der Viertelfinalserie aus.

## Stadion
Die Mannschaften von Endre IF spielen nach Möglichkeit in der ICA Maxi Arena. Sie verfügt über eine Kapazität von 1500 Plätzen.

## Statistiken

### Zuschauer
| Jahr    | Liga               | ø   |
| ------- | ------------------ | --- |
| 2014/15 | Svenska Superligan | 411 |
| 2015/16 | Svenska Superligan | 684 |
| 2016/17 | Svenska Superligan | 496 |

### Topscorer
| Jahr    | Liga               | Name           | Sp | T  | A  | P  |
| ------- | ------------------ | -------------- | -- | -- | -- | -- |
| 2014/15 | Svenska Superligan | Anna Jakobsson | 26 | 48 | 17 | 65 |
| 2015/16 | Svenska Superligan | Anna Jakobsson | 26 | 34 | 28 | 62 |
| 2016/17 | Svenska Superligan | Sara Steen     | 25 | 32 | 9  | 41 |